# Nisea
Nisea (in greco antico: Νίσαια o Νισαία?), insieme a quello di Paghe, era uno dei due porti di Megara, per la precisione quello che dava alla città l'accesso al Golfo Saronico, ad occidente dell'istmo di Corinto.

## Storia
Il porto di Nisea fu conteso da Atene già ai tempi di Pisistrato, che proprio con la temporanea conquista del porto (e della contestuale egemonia su Salamina che, salvo un breve interludio, diventerà definitiva) mise a segno uno dei grandi successi che accrebbero il suo prestigio politico.
Tucidide ci informa delle mura lunghe otto stadi che lo congiungevano a Megara e delle manovre militari ateniesi, condotte da Nicia, che portarono alla sua capitolazione durante la Guerra del Peloponneso.

## Megara siciliana
La città greca di Megara, patria del tiranno Teagene, viene a volte indicata come Megara Nisea, per distinguerla dalla omonima città greco-siciliana di Megara Iblea, sua colonia. Si tratta di un'omonimia che ha spesso generato confusione, come nel caso dell'identificazione della patria del poeta Teognide, incerta già dall'antichità.